# Östra Krokagylet
Östra Krokagylet är en sjö i Osby kommun i Skåne och ingår i Skräbeåns huvudavrinningsområde.